# City of Salford
City of Salford är ett storstadsdistrikt (kommun) i Greater Manchester i England,  Storbritannien. Distriktet har 278 064 invånare (2022). 
Större orter är Salford (huvudort), Eccles, Irlam, Little Hulton, Swinton, Walkden och Worsley.